# ألكسندر دورديفيك (لاعب كرة قدم)
ألكسندر دورديفيك هو لاعب كرة قدم صربي، ولد في 16 مايو 1970 في بلغراد في صربيا. لعب مع نابريداك كروشيفاتس ونادي بارتيزان ونادي زيورخ ونادي غوريتسا ونادي كلاكسفيك.

## وصلات خارجية
- ألكسندر دورديفيك على موقع قاعدة بيانات كرة القدم.إي يو (الإنجليزية)
- ألكسندر دورديفيك على موقع عالم كرة القدم.نت (الإنجليزية)